# Porotrichodendron mahahaicum
Porotrichodendron mahahaicum är en bladmossart som beskrevs av Fleischer 1908. Porotrichodendron mahahaicum ingår i släktet Porotrichodendron och familjen Lembophyllaceae. Inga underarter finns listade i Catalogue of Life.